# Nat Temple
Nat Temple (18. července 1913 – 30. května 2008) byl anglický kapelník, saxofonista a klarinetista. Jeho otec byl krejčí. Na saxofon se Nat Temple začal hrát ve čtrnácti letech, přičemž hře na klarinet se začal učit nedlouho poté. V roce 1929 byl členem kapely zpěváka Sama Costy a následně, v letech 1931 až 1940, působil v orchestru klarinetisty Harryho Roye. Později působil v armádní kapele a v roce 1944 založil svůj vlastní soubor. Až do svých devadesáti let se věnoval vystupování.